# 廖运泽
廖运泽（1902年—1987年），字汇川，男，安徽凤台人，第二次国共内战时期任整编第45师师长，中华人民共和国政治人物，江苏省人大常委会原副主任，第三、四、五、六届全国政协委员。

## 家庭
弟廖运周、廖运昇。